# 伊洛區
17°38′51″S 71°20′23″W / 17.6475°S 71.3398°W
伊洛區（西班牙語：Distrito de Ilo），是秘魯的一個區，位於該國南部莫克瓜大區的伊洛省，面積295.6平方公里，海拔高度15米，2005年該區人口57,746，人口密度每平方公里200人。